# Adama
Adama (korábban: Nazret vagy Nazreth) Etiópia harmadik legnépesebb városa, Oromia szövetségi állam korábbi székhelye.

## Fekvése
1712 m magasan, a fővárostól 99 km-re délkeletre fekszik, a Nagy-hasadékvölgy közelében.

## Történet
A várost Hailé Szelasszié császár keresztelte át a bibliai eredetű Nazret-re. Az eredeti oromo nyelvű Adama nevet 2000-ben állították vissza. 2000-2005 között Oromia szövetségi állam székhelye volt.

## Népesség
Adama lakossága az 1994-es népszámlálás alapján 127 842 fő volt, ami 2007-re 222 035-re nőtt, vagyis évente átlagosan 4,3%-kal gyarapodott.

## Közlekedés
A város forgalmas közlekedési csomópont. Áthalad rajta az Addisz-Abebát Dire Dawával összekötő főútvonal, és itt található a fővárost a tengerparttal összekötő vasútvonal egyik fontos állomása is.

## Fordítás
- Ez a szócikk részben vagy egészben  az   Adama című angol Wikipédia-szócikk fordításán alapul.  Az eredeti cikk szerkesztőit annak laptörténete sorolja fel. Ez a jelzés csupán a megfogalmazás eredetét és a szerzői jogokat jelzi, nem szolgál a cikkben szereplő információk forrásmegjelöléseként.